# Хотишко
Хотишко (пол. Chościsko) — легендарна постать в польській передісторії, батько П'яста, засновника династії П'ястів. Його ім'я походить в першій польській хроніці під назвою «Хроніка і діяння князів або правителів польських» Галла Аноніма, де автор тричі посилається на П'яста як сина Хотишко.
Ім'я Хотишко, ймовірно, походить від спрощеного вимови слова hastingsko, яке, в свою чергу, походить від терміну гасдінг (що означає довговолосий), який важко вимовляти праслов'янською мовою. Інше дослідження показує, що ім'я Хотишко, ймовірно, походить від праслов'янського слова хвіст.